# Línea METRORBITAL (MetroBus Valencia)

## Historia
Esta línea de Metrobús fue creada el lunes 29 de noviembre de 2010 y clausurada el 25 de julio de 2016.
Se trataba de un servicio que atendía a las necesidades creadas por el Nuevo Hospital La Fe de Malilla , con un trazado rápido.  
Esta línea era provisional, hasta que se creara una línea de tranvía orbital, la línea 6 del metro de Valencia en 2010. Esta línea de tranvía aún no se ha proyectado.
Tenía un total de 13 kilómetros de longitud. Realizaba su recorrido entre la estación de Empalme de FGV y la estación de Valencia-Cabanyal de RENFE, por la ronda más exterior de la ciudad de Valencia, conectando el nuevo hospital La Fe con otros hospitales como el Hospital General, Dr. Peset Aleixandre, Arnau de Vilanova y 9 d’octubre.
El itinerario se realizaba por grandes avenidas y en casi un 40% de su recorrido por plataforma reservada, lo que permitía alcanzar una elevada velocidad comercial (casi 20 km./hora), de modo que hasta el nuevo Hospital La Fe se llegaba desde cualquier punto de la línea con un tiempo de recorrido inferior a 20 minutos.
Las empresas que formaban parte del Metrorbital era la UTE formada por tres empresas una era FernanBus SA, Herca SL y la otra era Edetania Bus SA.
Los vehículos que tuvieron asignados durante los años eran los siguientes:
| EMPRESA      | N.º | MODELO                                         |
| ------------ | --- | ---------------------------------------------- |
| FERNANBÚS    | 152 | Scania L94 UB 4x2 Castrosua CS40 City II       |
| FERNANBÚS    | 153 | Scania L94 UB 4x2 Castrosua CS40 City II       |
| FERNANBÚS    | 154 | Scania L94 UB 4x2 Castrosua CS40 City II       |
| FERNANBÚS    | 155 | Scania L94 UB 4x2 Castrosua CS40 City II       |
| FERNANBÚS    | 184 | Renault Pr.118 Unicar U90.1                    |
| EDETANIA BUS | 63  | Mercedes Benz OC500 LE Hispano Carrocera Habit |
| EDETANIA BUS | 75  | Mercedes Benz OC500 LE Hispano Carrocera Habit |
| AVSA         | 155 | Mercedes Benz OC500 LE Hispano Carrocera Habit |

## Fin del servicio
Debido a la reestructuración del servicio y a la creación de la nueva línea 99 de EMT Valencia se clausuró esta línea el 25 de julio de 2016.

## Frecuencias
El servicio se prestaba desde las 6:30 de la mañana, hasta las 22:30 de la noche, los días laborables, con una frecuencia de paso de 15 minutos durante todo el día, para lo que se disponia de 6 vehículos en línea en todo momento. Los fines de semana la oferta se reducía ligeramente hasta los 20 minutos los sábados, y 30 minutos los domingos y festivos.

## Demanda prevista
La previsión de demanda de esta nueva línea es que se alcance más de 2 millones de viajeros anuales, aunque dicho objetivo se conseguirá de manera progresiva, a medida que el potencial usuario sea conocedor del nuevo servicio, por lo que se ha diseñado una campaña publicitaria inicial de lanzamiento con la edición de 10 000 folletos, que se complementará posteriormente con otras campañas de promoción en fechas más señaladas como Navidades y Fin de Año.

## Recorrido
La línea de Metrorbital tiene una ruta que en gran parte se realiza por grandes avenidas, no muy transitadas. Esto permite tener una gran velocidad comercial. Las líneas que aparecen al lado de cada parada de su recorrido están a una distancia máxima de 100 metros.
| Estación Empalme - Hospital La Fe - Estación del Cabañal |  |                                                |
|                                                          |  |                                                |
|                                                          |  | Estación Empalme                               |
| 6263N3                                                   |  | Cortes Valencianas / Safor (impar)             |
| 95                                                       |  | Pío Baroja / Parque de cabecera                |
| 3207071                                                  |  | Tres Cruces / Hospital General                 |
| 7172                                                     |  | Tres Cruces / Tres Forques                     |
| 72                                                       |  | Tres Cruces / Campos Crespo / San Isidro       |
| 910                                                      |  | Tomás Sala / Gaspar Aguilar                    |
| 910                                                      |  | Tomás Sala / San Marcelino                     |
| 81864N7                                                  |  | Pianista Martínez Carrasco / Nueva Fe          |
| 713N7                                                    |  | Actor Antonio Ferrandis / Grabador Jordán      |
| 153595190A191                                            |  | Actor Antonio Ferrandis frente C.C. El Saler   |
| 1N9                                                      |  | Menorca / C.C. Aqua (impar)                    |
| 1234192030N8N9                                           |  | Ibiza / Profesor Vicente Llorens               |
| 1                                                        |  | Serrería / Francisco Cubells                   |
| 13281                                                    |  | Marino Blas de Lezo Estación de RENFE Cabanyal |

| Estación de Cabañal - Hospital La Fe - Estación Empalme |  |                                                   |
|                                                         |  |                                                   |
| 13281                                                   |  | Marino Blas de Lezo Estación de RENFE Cabanyal    |
| 1                                                       |  | Serrería / Jerónimo de Montsoriu                  |
| 1234192030N8N9                                          |  | Ibiza / Islas Canarias                            |
| 1N9                                                     |  | Menorca / C.C. Aqua (par)                         |
| 153595190A191                                           |  | Actor Antonio Ferrandis / C.C. El Saler           |
| 713N7                                                   |  | Actor Antonio Ferrandis / Carrera Font Sant Lluis |
| 81864N7                                                 |  | Pianista Martínez Carrasco frente Nueva Fe        |
| 910                                                     |  | Tomás Sala / Carteros                             |
| 910                                                     |  | Tres Cruces / Gaspar Aguilar                      |
| 72                                                      |  | Tres Cruces / Campos Crespo / Est. Metro Hospital |
| 7172                                                    |  | Tres Cruces / Llombai                             |
| 3207071                                                 |  | Tres Cruces / frente n.º 7                        |
| 2606162636473130140                                     |  | Pío Baroja / C.C. Campanar                        |
| 6263N3                                                  |  | Cortes Valencianas / Safor (par)                  |
|                                                         |  | Av. Enric Valor / est.FGV Empalme                 |

.

## Tarifas
Los títulos que se podrán utilizar en esta nueva línea serán los propios de cualquier servicio regular (el Billete Sencillo), así como un título multiviaje propio de esta línea para 10 viajes (Bono Orbital) que se pondrá a la venta a 7 €.
Como todos los transportes metropolitanos coordinados por la Agencia, en este servicio también se podrán utilizar el Abono Transporte, que permite una realización ilimitada de viajes durante 30 días, el BonoTransbordo de 10 viajes con transbordo entre los diversos operadores (Metrovalencia, EMT y Metrorbital) y los títulos de 1, 2 y 3 días, así como las tarjetas turísticas correspondientes, todos ellos recargables en las tarjetas sin contacto del sistema Móbilis.
Desde septiembre de 2011 se permitió el uso de Abono Transporte Jove, hasta su retirada a principios de 2012.
| Título                  | Precios 2011 en € | Precios 2012 en € | Precios 2013 en € |
| ----------------------- | ----------------- | ----------------- | ----------------- |
| Billete sencillo        | 1,30              | 1,40              | 1,50              |
| Billete Jubilado        | 0,90              | 1                 | 1                 |
| Bono Orbital            | 6,50              | 7                 | 7,30              |
| Bono Transbordo A       | 7,55              | 7,95              | 9                 |
| T1/T2/T3                | 3,50/6/8,68       | 3,70/6,30/9,10    | 4/6,70/9,70       |
| Valencia Card 24h       | 10                | 15                | 15                |
| Valencia Card 48h       | 16                | 20                | 20                |
| Valencia Card 72h       | 20                | 25                | 25                |
| Abono Transporte Zona A | 39,60             | 41,60             | 43,70             |